# Mako Ishino
Mako Ishino (石野真子 Ishino Mako?, n. 31 ianuarie 1961, Kamikawa⁠(d), San'yōdō⁠(d), Japonia) este o cântăreață și actriță japoneză.

## Biografie
Mako Ishino s-a născut la 31 ianuarie 1961 în prefectura Hyōgo din Japonia. Este sora mai mare a actriței Yōko Ishino. A fost căsătorită cu actorul și vedeta de muzică rock Tsuyoshi Nagabuchi din septembrie 1981 până în 1983, apoi cu actorul Shun Hiro'oka din 1990 până în 1996.
Și-a început cariera artisitică la sfârșitul anilor 1970 ca idol, lansând mai multe single-uri în perioada 1978-1981 și abandonând temporar muzica în 1987 în favoarea unei cariere de actriță. A apărut în filme și în seriale de televiziune, multe dintre ele fiind inspirate din serialele manga precum Ping Pong (unde a interpretat-o pe mama jucătorului A), Boys Over Flowers (unde a fost mama lui Tsukuji) și Dance Till Tomorrow (în rolul Shimomura). Unul din rolurile ei cele mai cunoscute în Occident este cel al lui Chizuko, fiica profesorului Ueno, din filmul Hachikō Monogatari (1987) al lui Seijirō Kōyama.

## Discografie

### Albume
- Smile (1978)
- Mako II (1978)
- Mako Live I (1979)
- Mako III (1979)
- Koi no Disc Jockey MAKO IV (1980)
- Watashi no Shiawase MAKO 5 (1980)
- Twenty MAKO 6 (1981)
- Jeans ni Hakikaete MAKO 7 (1981)
- BYE BYE MAKO LIVE ~ 8 tsuki no taiyō yori moete ~ (1981)
- Saffron (1985)
- Truth (2003)
- Memories of the Sea (海の記憶 Umi no Kioku?) (2004)
- Mako Revival (2005)
- Mirai (2006)
- Love Merry-go-round (2008)
- Watashi no Shiawase (2008)
- Life Is Beautiful (2010)

### Single-uri
- „Ōkami nanka kowaku nai” (狼なんか怖くない) (1978)
- „Watashi no Don” (わたしの首領) (1978)
- „Shitsuren kinenbi” (失恋記念日) (1978)
- „Nichiyōbi wa Stranger” (日曜日はストレンジャー) (1979)
- „Pretty Pretty” (プリティー・プリティー) (1979)
- „Wonder Boogie” (ワンダー・ブギ) (1979)
- „Julie ga Rival” (ジュリーがライバル) (1979)
- „Haru ra! Ra! Ra!” (春ラ!ラ!ラ!) (1980)
- „Heart de shōbu” (ハートで勝負) (1980)
- „Memai” (めまい) (1980)
- „Kare ga hatsu koi” (彼が初恋) (1980)
- „Foggy Rain / Koi no Happy Date” (フォギー・レイン/恋のハッピー・デート) (1980)
- „Omoikkiri Samba” (思いっきりサンバ) (1981)
- „Irodori no toki” (彩りの季節) (1981)
- „Koi no Summer Dance” (恋のサマー・ダンス) (1981)
- „Burning Love” (バーニング・ラブ) (1981)
- „Watashi no shiawase PARTII” (私のしあわせ PARTII) (1981)
- „Ashita ni nareba” (明日になれば) (1982)
- „Meguri ai” (めぐり逢い) (1985)
- „Glass no kanransha” (ガラスの観覧車) (1987)
- „Sora ni Canvas” (空にカンバス) (1987)
- „Kira Kira ∞” (2001)
- „Eve” (2005)
- „Pointing at Me” (こっちを向いて Kotchi wo Muite?) (2007)
- „My Friend ~Go on a Journey~” (My Friend ～旅に出よう～ My Friend ~Tabi ni Deyō~?) (2010)

### Videoclipuri
- Singact 2009 Pan・Dora ~Mako's Breakthrough~ (SINGACT 2009 PAN・DORA～真子の反抗期～ SINGACT 2009 PAN・DORA ~Mako no Hankō-ki~?) (2010)
- Band Tour 2010 Life Is Beautiful ~First Live Tour in 29 Years~ (BAND TOUR 2010 Life is beautiful ～29年ぶり素顔のライブツアー～ BAND TOUR 2010 Life is beautiful ~29-Nen-buri sugao no raibutsuā~?) (2010)
- Mako Ishino Live & Document 2009 at Shinagawa Church Gloria Chapel ~My Happy Guitar~ (石野真子 LIVE & DOCUMENT 2009 at 品川教会 グローリアチャペル ～MY HAPPY GUITAR～ Ishino Mako LIVE & DOCUMENT 2009 at Shinagawa Kyōkai Gurōriachaperu ～MY HAPPY GUITAR～?) (2010)

## Filmografie selectivă

### Filme de cinema
- 1983: La Taverne Chōji (居酒屋兆治 Izakaya Chōji?), regizat de Yasuo Furuhata - Taka
- 1987: Hachiko (ハチ公物語 Hachikō monogatari?), regizat de Seijirō Kōyama - Chizuko Ueno[5]
- 2002: Toast to Love (恋に唄えば♪ Koi ni utaeba?), regizat de Shūsuke Kaneko
- 2002: Ping Pong (ピンポン Pin pon?), regizat de Fumihiko Sori
- 2004: Tokusou Sentai Dekaranger The Movie: Full Blast Action (特捜戦隊デカレンジャー THE MOVIE フルブラスト・アクション Tokusō Sentai Dekarenjā Za Mūbī Furu Burasuto Akushon?), regizat de Katsuya Watanabe – Swan Shiratori
- 2005: Tokusou Sentai Dekaranger vs. Abaranger (特捜戦隊デカレンジャーVSアバレンジャー Tokusō Sentai Dekarenjā Tai Abarenjā?), regizat de Tarō Sakamoto – Swan Shiratori
- 2006: Mahōu Sentai Magiranger vs. Dekaranger (魔法戦隊マジレンジャーVSデカレンジャー Mahō Sentai Magirenjā tai Dekarenjā?), regizat de Katsuya Watanabe – Swan Shiratori
- 2015: Tokusou Sentai Dekaranger: 10 Years After (特捜戦隊デカレンジャー 10 YEARS AFTER Tokusō Sentai Dekarenjā Ten Iyāzu Afutā?), regizat de Katsuya Watanabe – Swan Shiratori
- 2016: Nigakute Amai (にがくてあまい?), regizat de Shōgo Kusano
- 2018: Neet Neet Neet
- 2020: Ohzunahiki no Koi

### Filme de televiziune
- 1995: The Kindaichi Case Files (金田一少年の事件簿 Kindaichi Shōnen no Jikenbo?) - Yumiko Ono (serial TV)
- 2004: Tokusō sentai dekaranger (特捜戦隊デカレンジャー Tokusō sentai dekarenjā?) - Swan Shiratori / Deka Swan (serial TV)
- 2005: Hana yori dango (花より男子?) - Chieko Makino (serial TV)
- 2014: Gunshi Kanbei (軍師官兵衛?) - Konishi „Magdalena” Wakusa (serial TV)